# Света Петка (Орехово)
Вижте пояснителната страница за други значения на Света Петка.
„Света Петка“ или „Света Параскева“ (на македонска литературна норма: „Света Петка“, „Света Параскева“) е възрожденска църква в битолското село Орехово (Горно Орехово), Северна Македония, част от Преспанско-Пелагонийската епархия на Македонската православна църква – Охридска архиепископия.

## История
Църквата е от 1861 година, както гласи ктиторският надпис. След Първата световна война с дарения на ореовци от чужбина храмът е обновен. В 1926 година е построена камбанарията северозападно от църквата. Храмът е обновен в 2000 година.

## Архитектура
В архитектурно отношение църквата е трикоробна сграда със седемстранна апсида на изток и пристроен трем от север. Входът за наоса е от северната страна, като от същата страна има и вход за притвора. От южната страна има вход, през който вярващите са ходили на гробищата. Вътрешността на църквата е разделена на три кораба с два реда от по пет колони. Цялата вътрешност на наоса е изписана с добра живопис. Над северния вход от вътрешната страна има дълъг зографски надпис, който споменава Константин Зограф от Селица и годината 1861. Тези стенописи на Константин Зограф са един от най-добрите примери за стенописи от Битолско и от по-широката околност от средата на XIX век. Богатата програма е изпълнена върху стените с голямо внимание и на базата на добри богословски познания. В първата зона са отделни светци в цял ръст или допоясно. В по-горните зони са сцените от Стария и Новия Завет, живота, чудесата и страданията на Исус Христос и изображения вдъхновени от Богородичния Акатист.
В храма освен иконите от средата на XIX век има и малка, но ценна колекция икони от втората четвърт на XVII век. Изключително ценни са и царските двери на храма. На северното им крило има църковнославянски надпис, който точно ги датира в 1642 година. Това крило след публикацията му, по-късно е пренесено в храма „Свети Димитър“ в Битоля. В 2011 година в задната част на иконостаса Ристо Палигора открива и южното крило. Южното крило се съхранява в църквата. Надписът гласи:
| „ | Помені Г[оспод]и ереіа попу Петк[о] и настоінико, и Ангел и в[с]е сесабору ΖΡΗ | “ |

Иконите от XVII век и царските двери вероятно са дело на майстори от Линотопската художествена школа.
- Ктиторският надпис в църквата „Света Петка“, дело на Константинос Мануил от Селица
- Икона на Богородица с Христос, 1644 г.
- Детайл от царските двери